# 이공승
이공승(李公升, 1099년 ~ 1183년)은 고려 중기의 문신으로 고려의 개국공신 이능희의 6대손이다. 본관은 청주(淸州)이며 자는 달부(達夫)이다.

## 생애
그는 인종 초에 문과에 급제했으며 이자겸, 이지저, 김부식, 임원개 등과 가깝게 지냈고 정지상, 백수한, 문공인, 임경청 등과 대립하였다. 1135년 ~ 1136년에 서경파 묘청에 의해 묘청의 난이 일어났을 때는 개경파로서 김부식을 도와 난을 진압하는데 공을 세우기도 하였다. 의종 때인 1148년에는 금나라에 사신으로 다녀왔다.
1170년 이의방, 이고, 채원, 정중부, 이의민 등이 무신정변을 일으켜 김돈중, 김돈시, 한뢰 등 문신들을 제거하였을 때 그는 모종의 이유로 화를 모면하였다.
1173년 김보당이 일으킨 김보당의 난이 진압되고 문신들의 탄압이 강화되자 이의방은 문신인 그를 죽이려 하였으나 문극겸의 도움으로 죽음을 면할 수 있었다.
1175년 명종이 그의 덕행을 높이 사서 그는 중서시랑평장사(中書侍郎平章事)로 임명했으며 이어 치사(致仕)하였다.
이후 그는 여생을 평화롭게 보내다가 이의민 집권기인 1183년에 85세의 나이로 세상을 떠났다. 시호는 문정(文貞)이다.

## 가계
- 아버지 : 청주 이씨(淸州 李氏)
- 어머니 : 미상
  - 문신 : 이공승(李公升)
  - 부인 : 미상